# Pelourinho de Água de Peixes
O Pelourinho de Água de Peixes localiza-se na freguesia de Alvito, no município do mesmo nome, distrito de Beja, em Portugal.
Todo ele em calcário, consiste de um fuste redondo sem capitel sobre uma base de três degraus quadrados.
Encontra-se classificado como Imóvel de Interesse Público desde 1933, estando igualmente abrangido na área classificada do Solar de Água de Peixes.